# Берова, Сильвия Леонидовна
Сильвия Леонидовна Берова (род. 1945) — советская и молдавская актриса театра и кино. Мастер искусств Молдавии (2011).

## Биография
Родилась 17 апреля 1945 года в городе Измаил, в семье музыковеда Леонида Саввича Берова (1920—1973). Окончила Кишиневскую консерваторию по специальности «теоретик-музыковед» и Театральное училище им. Щукина. Первая известная роль — Бэла в одноимённом фильме от известного советского режиссёра Станислава Ростоцкого. Будучи первокурсницей театрального вуза, Сильвия Берова стала исключением из правила — ей разрешили сниматься в фильме Станислава Ростоцкого, утвердившего молодую актрису уже после нескольких фотопроб и лично просившего ректора театрального училища отпустить Берову на съемки.
На роль Бэлы требовалась молодая и красивая актриса, обладающая вокальными и танцевальными навыками, а также внешностью, не характерной для русской национальности. После выхода фильма за Сильвией Беровой закрепился образ таинственной и романтичной восточной красавицы.
Здесь следует отметить и другую особенность: сама Сильвия Берова не горела желанием завоёвывать столичную сцену, хотя и блестяще окончила в 1968 году Щукинское училище и даже получила предложение работать преподавателем в нём. 
Несмотря на то, что многие театры Москвы хотели бы видеть талантливую молодую актрису на своих подмостках, Сильвия Берова возвращается в Кишинёв вместе с мужем Григорием, с которым они поженились во время учёбы Беровой на третьем курсе училища. Примечательно, что основной проблемой для продолжения карьеры в столице было отсутствие московской прописки, но совет развестись ради этого с любимым мужем Беровой, выбравшей любовь, вообще не рассматривался.
С 1968 по 1992 годы играла в Кишинёвском драматическом театре имени А. П. Чехова.
В настоящее время Сильвия Берова живёт со своей семьёй в Кишинёве, преподает актёрское мастерство и художественную речь в Кишиневской академии музыки, театра и изобразительных искусств (доцент кафедры актёрского мастерства). Часы досуга проводит с мужем на загородной даче, занимается выращиванием орехов, любит вязать.
Сравнительно недавно Сильвия Берова снялась вместе со своим супругом, музыкантом Григорием Бутучелом, в клипе Жеты Бурлаку на песню «А century of love», которая представляла Молдову на «Евровидении-2008».
Дочь Сильвии Беровой и Григория Бутучела — Кристина Бутучел — киновед, окончила ВГИК. Внучке Ане-Стасии шестнадцать лет, она школьница, но уже успела приобрести свой первый актёрский опыт, снявшись в фильме Валериу Жереги «Сотворение любви», где сыграла роль девочки Молки.
27 декабря 2011 — получила звание «Мастер искусств Республики Молдова».

## Фильмография
- 1966 — Бэла — Бэла
- 1968 — Парень и девушка — Зульфия
- 1977 — Иду на вулкан — Гюлистан
- 1979 — Здравствуйте, я приехал!
- 1979 — Я хочу петь
- 1980 — Родила меня мать счастливым… — мадам Стокица
- 1981 — Провинциальный роман
- 1985 — Дикий ветер
- 1989 — Вдвоём на грани времени
- 2010 — Свадьба в Бессарабии[рум.]